# Едвард Льюїс
Е́двард Б. Лью́їс (англ. Edward B. Lewis; 20 травня, 1918, Вілкс-Беррі, Пенсільванія — 21 липня, 2004) — американський генетик, лауреат Нобелівської премії з фізіології або медицини 1995 року «за відкриття, що стосуються генетичного контролю на ранній стадії ембріонального розвитку».

## Біографія
Едвард Льюіс народився 20 травня 1918 року в невеликому місті північно-східної Пенсільванії Уїлкс-Беррі. Закінчив Університет Міннесоти в 1938 році, де і почав свої генетичні дослідження фруктової мушки Drosophila melanogaster . В 1942 році захистив дисертацію в Каліфорнійському технологічному інституті. Під час Другої світової війни служив метеорологом у військово-повітряних силах США. У 1946 році повернувся в Каліфорнійський технологічний інститут інструктором. В 1956 році став професором біології, а в 1966 — почесним професором біології Томаса Моргана.

## Науковий внесок
Роботи Льюїса в області генетики розвитку, виконані на одному із класичних модельних організмів генетики Drosophila, заклали основу сучасного розуміння універсальних еволюційно-закріплених правил, що контролюють розвиток тварини. Льюїс розробив комплементаційний тест у генетиці, за допомогою якого можна показати, чи знаходяться мутації, що викликають однаковий фенотип в одному і тому ж, або у різних генах. Його основна книга, яка включила основні наукові досягнення, вийшла в 2004 році «Гени, розвиток і рак».

## Нагороди
- 1983 — медаль Томаса Ханта Моргана
- 1987 — премія Міжнародного фонду Герднера
- 1989 — премія Фонду Вольфа з медицини
- 1990 — Національна наукова медаль США
- 1991 — Премія Альберта Ласкера за фундаментальні медичні дослідження
- 1992 — нагорода Луїса Гросс Хорвіца
- 1995 — разом із Крістіною Нюсляйн-Фольхард та Еріком Вішаусом отримав Нобелівську премію з фізіології або медицини 1995 року «за відкриття, що стосуються генетичного контролю на ранній стадії ембріонального розвитку».

## Додаткова література
- Crow, James F; Bender, Welcome (2004), Edward B. Lewis, 1918-2004., Genetics (опубліковано 2004 Dec), т. 168, № 4, с. 1773—83, PMC 1448758, PMID 15611154

- Duncan, Ian; Celniker, Susan E (2004), In memoriam: Edward B. Lewis (1918-2004)., Dev. Cell (опубліковано 2004 Oct), т. 7, № 4, с. 487—9, doi:10.1016/j.devcel.2004.09.005, PMID 15469837

- Mishra, Rakesh K (2004), Edward B Lewis (1918-2004)., J. Biosci. (опубліковано 2004 Sep), т. 29, № 3, с. 231—3, PMID 15381844

- Winchester, Guil (2004), Edward B. Lewis 1918-2004., Curr. Biol. (опубліковано 2004 Sep 21), т. 14, № 18, с. R740—2, doi:10.1016/j.cub.2004.09.007, PMID 15380080

- Scott, Matthew P; Lawrence, Peter A (2004), Obituary: Edward B. Lewis (1918-2004)., Nature (опубліковано 2004 Sep 9), т. 431, № 7005, с. 143, doi:10.1038/431143a, PMID 15356617

- Tannen, Terrell (2004), Edward B. Lewis., Lancet, т. 364, № 9435, с. 658, doi:10.1016/S0140-6736(04)16878-5, PMID 15341018

- Raju, T N (2000), The Nobel chronicles. 1995: Edward B Lewis (b 1918), Christiane Nüsslein-Volhard (b 1942), and Eric Francis Wieschaus (b 1947)., Lancet (опубліковано 2000 Jul 1), т. 356, № 9223, с. 81, PMID 10892797

- Vennström, B; Lagerkrantz, H (1995), The 1995 Nobel Prize in medicine or physiology--awarded Edward B. Lewis, Christiane Nusslein-Volhard and Eric Wieschaus, Ugeskr. Laeg. (опубліковано 1995 Dec 11), т. 157, № 50, с. 6999—702, PMID 8545917

- Etcheverry, G J (1995), Nobel prize of physiology or medicine 1955: Edward B. Lewis, Christiane Nüsslein-Volhard, Eric Wieschaüs. The flies and the keys of the embryonic development, Medicina (B Aires), т. 55, № 6, с. 715—7, PMID 8731586